# Kopaonik
Kopaonik (em sérvio:  Копаоник) é uma cordilheira da Sérvia localizada na parte central do país. Seu ponto mais elevado, o pico Pančić, atinge 2017 m de altitude.
Um território em seu redor, com 118,1 km2, foi declarado Parque Nacional em 1981. É também o principal centro de esportes de inverno da Sérvia, com grandes estruturas de acolhimento e prática de esqui.

## História
Kopaonik possui um rico património histórico. A área era um importante centro de mineração nos tempos medievais, quando muitos saxões foram utilizados como garimpeiros na área. Naquela época havia um intenso comércio com Ragusa (Dubrovnik).
Além disso, há nos arredores antigas igrejas, mosteiros da época medieval e pré-medieval e outros pontos de interesse como o castelo medieval de Maglic e o Mosteiro de Studenica.